# Benjamin Maher
Benjamin Richard Maher (conocido como Ben Maher; Londres, 30 de enero de 1983) es un jinete británico que compite en la modalidad de salto ecuestre.
Participó en cinco Juegos Olímpicos de Verano, entre los años 2008 y 2024, obteniendo tres medallas de oro, en Londres 2012, en la prueba por equipos (junto con Nick Skelton, Scott Brash y Peter Charles), en Tokio 2020, en la prueba individual, y en París 2024 por equipos (con Harry Charles y Scott Brash).
Ganó una medalla de bronce en el Campeonato Mundial de Saltos Ecuestres de 2022 y seis medallas en el Campeonato Europeo de Saltos Ecuestres entre los años 2011 y 2025.

## Palmarés internacional
| Juegos Olímpicos   | Juegos Olímpicos        | Juegos Olímpicos  | Juegos Olímpicos |
| Año                | Lugar                   | Medalla           | Categoría        |
| ------------------ | ----------------------- | ----------------- | ---------------- |
| 2012               | Londres (Reino Unido)   | Medalla de oro    | Por equipos      |
| 2020               | Tokio (Japón)           | Medalla de oro    | Individual       |
| 2024               | París (Francia)         | Medalla de oro    | Por equipos      |
| Campeonato Mundial |                         |                   |                  |
| Año                | Lugar                   | Medalla           | Categoría        |
| 2022               | Herning (Dinamarca)     | Medalla de bronce | Por equipos      |
| Campeonato Europeo |                         |                   |                  |
| Año                | Lugar                   | Medalla           | Categoría        |
| 2011               | Madrid (España)         | Medalla de bronce | Por equipos      |
| 2013               | Herning (Dinamarca)     | Medalla de oro    | Por equipos      |
| 2013               | Herning (Dinamarca)     | Medalla de plata  | Individual       |
| 2019               | Róterdam (Países Bajos) | Medalla de plata  | Individual       |
| 2019               | Róterdam (Países Bajos) | Medalla de bronce | Por equipos      |
| 2025               | La Coruña (España)      | Medalla de plata  | Por equipos      |